# Pristimantis delicatus
Espèce
Synonymes
- Eleutherodactylus delicatus Ruthven, 1917

Statut de conservation UICN

 EN  : En danger
Pristimantis delicatus est une espèce d'amphibiens de la famille des Craugastoridae.

## Répartition
Cette espèce est endémique du département de Magdalena en Colombie. Elle se rencontre entre 1 500 et 2 600 m d'altitude sur le versant Nord-Est de la Sierra Nevada de Santa Marta.

## Description
L'holotype mesure 11 mm.

## Publication originale
- Ruthven, 1917 : A new amphibian of the genus Eleutherodactylus from the Santa Marta Mountains, Colombia. Occasional papers of the Museum of Zoology University of Michigan, no 43, p. 1-5 (texte intégral).